# Pintu Padang Raya I
Pintu Padang Raya I is een bestuurslaag in het regentschap Tapanuli Selatan van de provincie Noord-Sumatra, Indonesië. Pintu Padang Raya I telt 1787 inwoners (volkstelling 2010).